# Kreisgericht Schubin
Das Kreisgericht Schubin war von 1849 bis 1878 ein preußisches Kreisgericht mit Sitz in Schubin.

## Geschichte
In Schubin bestand bis 1849 das Land- und Stadtgericht Schubin. Nach der Märzrevolution wurde dieses Gericht aufgehoben und in der ganzen Provinz Posen einheitlich Kreisgerichte gebildet. In Schubin entstand so das Kreisgericht Schubin. Es war eines von neun Kreisgerichten im Sprengel des Appellationsgerichts Bromberg. 
Der Sprengel des Kreisgerichts Schubin umfasste den Kreis Schubin mit den Städten Bartschin, Exin, Gonsawa, Labischin, Rynarschewo, Schubin und Znin mit 51.325 Gerichtseingesessenen (1861). Das Kreisgericht Bromberg war das zuständige Schwurgericht für das Kreisgericht Schubin. Gerichtstage wurden in Bartschin, Exin, Gonsawa, Labischin und Znin gehalten. Das Gericht bestand aus einem Direktor und sieben Kreisrichtern.
Im Rahmen der Reichsjustizgesetze wurde das Gerichtswesen in Deutschland 1879 vereinheitlicht. Damit wurde das Kreisgericht Schubin aufgehoben und das königlich preußische Amtsgericht Schubin mit Wirkung zum 1. Oktober 1879 als eines von acht Amtsgerichten im Bezirk des Landgerichtes Bromberg als Nachfolger gebildet.